# (207341) Isabelmartin
(207341) Isabelmartin est un astéroïde de la ceinture principale.

## Description
(207341) Isabelmartin est un astéroïde de la ceinture principale. Il fut découvert le 3 mai 2005 à La Cañada par Juan Lacruz. Il présente une orbite caractérisée par un demi-grand axe de 3,05 UA, une excentricité de 0,14 et une inclinaison de 0,5° par rapport à l'écliptique.

## Compléments